# Juan fernandez-sandabborre
Juan fernandez-sandabborre (Parapercis dockinsi) är en fiskart som beskrevs av Mccosker, 1971. Juan fernandez-sandabborre ingår i släktet Parapercis och familjen Pinguipedidae. Inga underarter finns listade i Catalogue of Life.